# Virginia Bolten
Virginia Bolten (San Luís, 26 de dezembro de 1876 - Montevidéu, 1960) foi uma militante anarquista, sindicalista e feminista argentina, com actuação nas cidades de Buenos Aires, Rosário e Montevidéu.
Dirigiu o periódico anarco-feminista argentino La Voz de la Mujer, em sua versão rosarina em 1899, e La Nueva Senda de Montevidéu, quando Juana Rouco Buela devia esconder-se devido à perseguição policial. Foi activa redactora e correspondente do jornal anarquista La Protesta Humana. Foi representante e promotora da Federación Obrera Argentina (FOA). Na década de 1910, Virginia Bolten aproximou-se da tendência "anarcobattlista", que apoiava as leis trabalhistas do presidente uruguaio José Batlle e Ordóñez (1903-1907 e 1911-1915).